# Phaedra (Film)
Phaedra ist ein Filmdrama aus dem Jahr 1962, das in US-amerikanisch-französisch-griechischer Co-Produktion entstand. Das Drehbuch basiert auf der Tragödie Der bekränzte Hippolytos des griechischen Dichters Euripides.

## Handlung
Thanos Kyrilis ist ein mächtiger griechischer Reeder. In zweiter Ehe ist er mit Phaedra verheiratet, aus seiner ersten Ehe hat er einen mittlerweile 24-jährigen Sohn, Alexis, der zurzeit in London lebt. Thanos schickt seine Frau nach London, damit sie ihren Stiefsohn dazu bringt, den Sommer in Griechenland zu verbringen.
Der junge Mann und die ältere Frau fühlen sich zueinander hingezogen. Sie beginnen eine heimliche Liebesaffäre. Zu Hause auf der Insel Hydra überkommen Alexis jedoch Schuldgefühle. Thanos ist glücklich, dass sein Sohn zurückgekehrt ist. Er will ihn in das Reedereigeschäft bringen. Zudem plant er für Alexis eine Hochzeit mit der Tochter eines anderen Reeders, mit dem er fusionieren will. Phaedra ist eifersüchtig und will Alexis nicht aufgeben. Sie konfrontiert Thanos mit ihrer Affäre, der daraufhin wutentbrannt seine Frau verurteilt und seinen Sohn schlägt.
Alexis will das Haus verlassen. Phaedra bittet ihn, sie mitzunehmen, doch er lehnt ab. Er steigt in sein Auto und fährt über die Küstenstraße. Er begeht Selbstmord, indem er sein Auto über die Klippe steuert. Phaedra geht in ihr Zimmer und nimmt eine Überdosis Schlaftabletten.

## Kritiken
Das Lexikon des internationalen Films über den Film: „Neben einigen originellen Ideen finden sich auch peinlich kitschige Szenen.“
Der „TV Guide“ befindet, der Film leide an den vielen Versinnbildlichungen und der harten Regieführung Dassins. Die Kameraführung wird hingegen gelobt, besonders der Umstand, dass der Film in Schwarzweiß gedreht wurde und somit die düstere Atmosphäre nicht ruiniert wird.
Der „TimeOut Filmguide“ beschreibt den Film als „schlecht konzipiert“. Das Hauptproblem sei, dass die Übertragung von antiker Tragödie zum modernen Film nicht funktioniert. Die Poesie, die dramatische Zielstrebigkeit des Originals sowie psychologische Erkenntnisse seien verloren gegangen. Hingegen wirke der Horror über den Inzuchtfall mit dem Stiefsohn nur aufgeblasen.

## Auszeichnungen
1963 wurde Theoni V. Aldredge in der Kategorie Beste Kostüme (s/w) für den Oscar nominiert. Melina Mercouri erhielt eine Nominierung für den Golden Globe in der Kategorie Beste Hauptdarstellerin (Drama) sowie eine Nominierung für den British Film Academy Award in der Kategorie Beste ausländische Darstellerin. Der Film wurde als Bester Film ebenfalls nominiert.

## Hintergrund
In Deutschland kam der Film erstmals am 7. September 1962 in die Kinos.
Gedreht wurde auf der griechischen Insel Hydra, in Piräus und an der Küstenstraße nach Kap Sounion (Selbstmordszene Alexis).
Nachdem Regisseur Jules Dassin 1953 Hollywood verlassen musste – er stand auf der „Schwarzen Liste“ der HUAC –, zog es ihn nach Frankreich, wo er mit geringem Budget erfolgreich war. Dort lernte er auch die griechische Schauspielerin Melina Mercouri kennen. Mit ihr drehte er 1960 den Festival-Erfolg Sonntags... nie!. Da in den USA die antikommunistische McCarthy-Ära geendet hatte, konnte Dassin auch wieder in den USA Fuß fassen. Mit Melina Mercouri, die 1966 seine Ehefrau wurde, drehte er noch fünf weitere Filme, in denen er, wie auch in Phaedra, auch selbst als Schauspieler auftrat.
Anthony Perkins war durch seine Rolle des Norman Bates in dem Hitchcock-Klassiker Psycho ein Star geworden. Um einem Rollenklischee zu entgehen, ging Perkins nach Europa. Phaedra war für ihn die zweite europäische Filmarbeit.